# Brayopsis
Brayopsis là chi thực vật có hoa trong họ Cải.